# Discografia di Pop Smoke
La discografia di Pop Smoke, rapper statunitense, è composta da due album in studio, due mixtape e oltre venti singoli, di cui 6 in collaborazione con altri artisti.

## Album in studio
| Anno | Titolo e dettagli | Classifiche | Classifiche | Classifiche | Classifiche | Classifiche | Classifiche | Classifiche | Classifiche | Classifiche | Classifiche | Certificazioni |
| Anno | Titolo e dettagli | USA         | AUS         | CAN         | FRA         | IRE         | NLD         | NZL         | SWE         | SWI         | UK          | Certificazioni |
| ---- | --- | ----------- | ----------- | ----------- | ----------- | ----------- | ----------- | ----------- | ----------- | ----------- | ----------- | --- |
| 2020 | Shoot for the Stars, Aim for the Moon - Pubblicato: 3 luglio 2020 - Etichetta: Victor Victor, Republic - Formati: CD, LP, download digitale, streaming | 1           | 1           | 1           | 3           | 1           | 1           | 1           | 2           | 1           | 1           | - USA: Platino (2) - AUS: Platino - CAN: Platino (3) - FRA: Platino (3) - NZL: Platino (5) - SWE: Platino - UK: Platino |
| 2021 | Faith - Pubblicato: 16 luglio 2021 - Etichetta: Victor Victor, Republic - Formati: CD, download digitale, streaming                                    | 1           | 4           | 1           | 4           | 6           | 2           | 3           | 3           | 3           | 3           | - UK: Argento |

## Mixtape
| Anno                                                                                          | Titolo e dettagli | Classifiche | Classifiche | Classifiche | Classifiche | Classifiche | Classifiche | Classifiche | Classifiche | Classifiche | Classifiche | Certificazioni                                                   |
| Anno                                                                                          | Titolo e dettagli | USA         | AUS         | CAN         | FRA         | IRE         | NLD         | NZL         | SWE         | SWI         | UK          | Certificazioni                                                   |
| --------------------------------------------------------------------------------------------- | --- | ----------- | ----------- | ----------- | ----------- | ----------- | ----------- | ----------- | ----------- | ----------- | ----------- | ---------------------------------------------------------------- |
| 2019                                                                                          | Meet the Woo - Pubblicato: 26 luglio 2019 - Etichetta: Victor Victor, Republic - Formati: Download digitale, streaming            | 105         | —           | 98          | 123         | —           | 49          | —           | 27          | —           | —           |                                                                  |
| 2020                                                                                          | Meet the Woo 2 - Pubblicato: 7 febbraio 2020 - Etichetta: Victor Victor, Republic - Formati: CD, LP, download digitale, streaming | 7           | 24          | 8           | 51          | 29          | 14          | 27          | 19          | 30          | 16          | - USA: Oro - CAN: Oro - FRA: Oro - NZL: Oro - SWE: Oro - UK: Oro |
| "—" indica che l'opera non si è classificata o che non è stata pubblicata in quel territorio. | |             |             |             |             |             |             |             |             |             |             |                                                                  |

## Singoli

### Come artista principale
| Anno                                                                                          | Titolo e dettagli                                        | Classifiche | Classifiche | Classifiche | Classifiche | Classifiche | Classifiche | Classifiche | Classifiche | Classifiche | Classifiche | Album                                          |
| Anno                                                                                          | Titolo e dettagli                                        | USA         | AUS         | CAN         | FRA         | IRE         | NLD         | NZL         | SWE         | SWI         | UK          | Album                                          |
| --------------------------------------------------------------------------------------------- | -------------------------------------------------------- | ----------- | ----------- | ----------- | ----------- | ----------- | ----------- | ----------- | ----------- | ----------- | ----------- | ---------------------------------------------- |
| 2019                                                                                          | Welcome to the Party (solo o feat. Nicki Minaj o Skepta) | 105         | —           | —           | —           | —           | —           | —           | —           | —           | —           | Meet the Woo                                   |
| 2019                                                                                          | MPR                                                      | —           | —           | —           | —           | —           | —           | —           | —           | —           | —           | /                                              |
| 2019                                                                                          | Flexin'                                                  | —           | —           | —           | —           | —           | —           | —           | —           | —           | —           | /                                              |
| 2019                                                                                          | War (feat. Lil Tjay)                                     | —           | —           | 100         | —           | —           | —           | —           | —           | —           | —           | Meet the Woo 2                                 |
| 2019                                                                                          | Fire in the Booth, Pt. 1 (con Charlie Sloth)             | —           | —           | —           | —           | —           | —           | —           | —           | —           | —           | /                                              |
| 2019                                                                                          | Drive the Boat                                           | —           | —           | —           | —           | —           | —           | —           | —           | —           | —           | /                                              |
| 2019                                                                                          | 100k on a Coupe (feat. Calboy)                           | —           | —           | —           | —           | —           | —           | —           | —           | —           | —           | /                                              |
| 2020                                                                                          | Christopher Walking                                      | —           | —           | —           | —           | —           | —           | —           | —           | —           | —           | Meet the Woo 2                                 |
| 2020                                                                                          | Dior                                                     | 22          | 48          | 28          | 48          | 26          | 64          | 38          | 53          | 42          | 33          | Meet the Woo 2                                 |
| 2020                                                                                          | Make It Rain (feat. Rowdy Rebel)                         | 49          | —           | 35          | 99          | 86          | —           | —           | —           | 84          | 73          | Shoot for the Stars, Aim for the Moon          |
| 2020                                                                                          | The Woo (feat. 50 Cent & Roddy Ricch)                    | 11          | 25          | 6           | 39          | 13          | 29          | 32          | 23          | 14          | 9           | Shoot for the Stars, Aim for the Moon          |
| 2020                                                                                          | Mood Swings (feat. Lil Tjay e/o Summer Walker)           | 17          | 5           | 14          | 105         | 9           | 22          | 4           | 11          | 11          | 5           | Shoot for the Stars, Aim for the Moon          |
| 2020                                                                                          | For the Night (feat. Lil Baby & DaBaby)                  | 6           | 13          | 7           | 38          | 15          | 16          | 9           | 18          | 7           | 14          | Shoot for the Stars, Aim for the Moon          |
| 2020                                                                                          | What You Know Bout Love                                  | 9           | 5           | 16          | 28          | 5           | 12          | 6           | 6           | 8           | 4           | Shoot for the Stars, Aim for the Moon          |
| 2021                                                                                          | Hello (feat. A Boogie wit da Hoodie)                     | 85          | —           | 31          | 175         | 76          | —           | —           | —           | 53          | —           | Shoot for the Stars, Aim for the Moon          |
| 2021                                                                                          | AP                                                       | 64          | —           | 30          | 128         | 61          | 73          | —           | —           | 41          | 56          | Boogie: The Original Motion Picture Soundtrack |
| 2021                                                                                          | Demeanor (feat. Dua Lipa)                                | 86          | 43          | 26          | 131         | 20          | —           | —           | 41          | 63          | 14          | Faith                                          |
| 2021                                                                                          | Woo Baby (feat. Chris Brown)                             | 64          | 24          | 31          | 95          | —           | 58          | 22          | —           | 41          | 54          | Faith                                          |
| "—" indica che l'opera non si è classificata o che non è stata pubblicata in quel territorio. |                                                          |             |             |             |             |             |             |             |             |             |             |                                                |

### Come artista ospite
| Anno | Titolo e dettagli                                                            | Album            |
| ---- | ---------------------------------------------------------------------------- | ---------------- |
| 2019 | 50k (Trap Manny feat. Pop Smoke)                                             | In Trap We Trust |
| 2019 | Mary Jane (Guido Dos Santos feat. Pop Smoke & Lil Tjay)                      | /                |
| 2020 | Slide (Remix) (H.E.R. feat. Pop Smoke, A Boogie wit da Hoodie & Chris Brown) | /                |
| 2020 | Ordinary (PnB Rock feat. Pop Smoke)                                          | /                |
| 2020 | Double G (French Montana feat. Pop Smoke)                                    | /                |
| 2020 | Black Mask (Jay Gwuapo feat. Pop Smoke)                                      | /                |

## Altri brani entrati in classifica
| Anno                                                                                          | Titolo e dettagli                                         | Classifiche | Classifiche | Classifiche | Classifiche | Classifiche | Classifiche | Classifiche | Classifiche | Classifiche | Classifiche | Album                                 |
| Anno                                                                                          | Titolo e dettagli                                         | USA         | AUS         | CAN         | FRA         | IRE         | NLD         | NZL         | SWE         | SWI         | UK          | Album                                 |
| --------------------------------------------------------------------------------------------- | --------------------------------------------------------- | ----------- | ----------- | ----------- | ----------- | ----------- | ----------- | ----------- | ----------- | ----------- | ----------- | ------------------------------------- |
| 2019                                                                                          | Gatti (con i JackBoys e Travis Scott)                     | 69          | —           | 61          | 175         | —           | —           | —           | —           | —           | —           | JackBoys                              |
| 2020                                                                                          | Shake the Room (feat. Quavo)                              | 93          | —           | 98          | —           | —           | —           | —           | —           | —           | —           | Meet the Woo 2                        |
| 2020                                                                                          | Run It Up (Nav feat. Pop Smoke)                           | 119         | —           | 64          | —           | —           | —           | —           | —           | —           | —           | Good Intentions                       |
| 2020                                                                                          | Zoo York (Lil Tjay feat. Fivio Foreign & Pop Smoke)       | 65          | —           | 38          | —           | 91          | —           | —           | —           | —           | —           | State of Emergency                    |
| 2020                                                                                          | Bad Bitch from Tokyo (Intro)                              | 55          | —           | 49          | 97          | —           | —           | —           | —           | —           | —           | Shoot for the Stars, Aim for the Moon |
| 2020                                                                                          | Aim for the Moon (feat. Quavo)                            | 34          | 65          | 27          | 58          | —           | —           | —           | —           | —           | —           | Shoot for the Stars, Aim for the Moon |
| 2020                                                                                          | 44 BullDog                                                | 39          | 72          | 26          | 65          | —           | —           | —           | —           | —           | —           | Shoot for the Stars, Aim for the Moon |
| 2020                                                                                          | Gangstas                                                  | 37          | 66          | 16          | 54          | —           | —           | —           | 79          | 28          | —           | Shoot for the Stars, Aim for the Moon |
| 2020                                                                                          | Yea Yea                                                   | 43          | —           | 36          | 77          | —           | —           | —           | —           | —           | —           | Shoot for the Stars, Aim for the Moon |
| 2020                                                                                          | Creature (feat. Swae Lee)                                 | 57          | —           | 44          | 100         | —           | —           | —           | —           | —           | —           | Shoot for the Stars, Aim for the Moon |
| 2020                                                                                          | Snitching (feat. Quavo & Future)                          | 54          | —           | 51          | 122         | —           | —           | —           | —           | —           | —           | Shoot for the Stars, Aim for the Moon |
| 2020                                                                                          | West Coast Shit (feat. Tyga & Quavo)                      | 65          | —           | 48          | 153         | —           | —           | —           | —           | —           | —           | Shoot for the Stars, Aim for the Moon |
| 2020                                                                                          | Enjoy Yourself (feat. Karol G)                            | 56          | —           | 40          | 95          | —           | —           | —           | —           | —           | —           | Shoot for the Stars, Aim for the Moon |
| 2020                                                                                          | Something Special                                         | 41          | 60          | 33          | 103         | —           | —           | 40          | —           | —           | —           | Shoot for the Stars, Aim for the Moon |
| 2020                                                                                          | Diana (feat. King Combs)                                  | 76          | —           | 71          | —           | —           | —           | —           | —           | —           | —           | Shoot for the Stars, Aim for the Moon |
| 2020                                                                                          | Got It on Me                                              | 31          | 59          | 14          | 82          | 32          | 48          | —           | 40          | 52          | —           | Shoot for the Stars, Aim for the Moon |
| 2020                                                                                          | Tunnel Vision (Outro)                                     | 79          | —           | 57          | 185         | —           | —           | —           | —           | —           | —           | Shoot for the Stars, Aim for the Moon |
| 2021                                                                                          | More Time                                                 | 80          | —           | 37          | 119         | —           | —           | —           | —           | —           | —           | Faith                                 |
| 2021                                                                                          | Tell the Vision (feat. Kanye West & Pusha T)              | 49          | 47          | 19          | 96          | 62          | 61          | —           | 65          | 50          | 55          | Faith                                 |
| 2021                                                                                          | Manslaughter (feat. Rick Ross & The-Dream)                | 82          | —           | 41          | 146         | —           | —           | —           | —           | —           | —           | Faith                                 |
| 2021                                                                                          | Bout a Million (feat. 42 Dugg & 21 Savage)                | 54          | —           | 23          | 128         | 76          | 66          | —           | —           | —           | —           | Faith                                 |
| 2021                                                                                          | Brush Em (feat. Rah Swish)                                | 101         | —           | 53          | 167         | —           | —           | —           | —           | —           | —           | Faith                                 |
| 2021                                                                                          | Top Shotta (con The Neptunes feat. Pusha T, Travi & Beam) | 110         | —           | 67          | —           | —           | —           | —           | —           | —           | —           | Faith                                 |
| 2021                                                                                          | 30 (feat. Bizzy Banks)                                    | 97          | —           | 48          | —           | —           | —           | —           | —           | —           | —           | Faith                                 |
| 2021                                                                                          | Beat the Speaker                                          | 116         | —           | 75          | —           | —           | —           | —           | —           | —           | —           | Faith                                 |
| 2021                                                                                          | Coupe                                                     | 104         | —           | 47          | —           | —           | —           | —           | —           | —           | —           | Faith                                 |
| 2021                                                                                          | What's Crakin (feat. Takeoff)                             | 109         | —           | 63          | —           | —           | —           | —           | —           | —           | —           | Faith                                 |
| 2021                                                                                          | Genius (con Lil Tjay e Swae Lee)                          | 105         | —           | 54          | —           | —           | —           | —           | —           | —           | —           | Faith                                 |
| 2021                                                                                          | Mr. Jones (feat. Future)                                  | 71          | —           | 49          | 175         | —           | —           | —           | —           | —           | —           | Faith                                 |
| 2021                                                                                          | Spoiled (feat. Pharrell Williams)                         | —           | —           | 99          | —           | —           | —           | —           | —           | —           | —           | Faith                                 |
| 2021                                                                                          | Back Door (feat. Quavo & Kodak Black)                     | 120         | —           | 86          | —           | —           | —           | —           | —           | —           | —           | Faith                                 |
| 2021                                                                                          | Merci Beaucoup                                            | 123         | —           | 76          | 109         | —           | —           | —           | —           | —           | —           | Faith                                 |
| "—" indica che l'opera non si è classificata o che non è stata pubblicata in quel territorio. |                                                           |             |             |             |             |             |             |             |             |             |             |                                       |